# Dragon Quest and Final Fantasy in Itadaki Street Special
 (octobre 2019).
Si vous disposez d'ouvrages ou d'articles de référence ou si vous connaissez des sites web de qualité traitant du thème abordé ici, merci de compléter l'article en donnant les références utiles à sa vérifiabilité et en les liant à la section « Notes et références ».
Dragon Quest and Final Fantasy in Itadaki Street Special (いただきストリート) est un jeu de société assimilable au principe du Monopoly, sorti fin 2004 au Japon, réalisé par Square Enix. Il fait partie de la série Itadaki Street.
La particularité de ce jeu est qu'il rassemble la plupart des personnages des séries Final Fantasy et Dragon Quest, ainsi que les décors et les musiques de ces séries de jeu de rôle.